# Giuseppe Fanelli

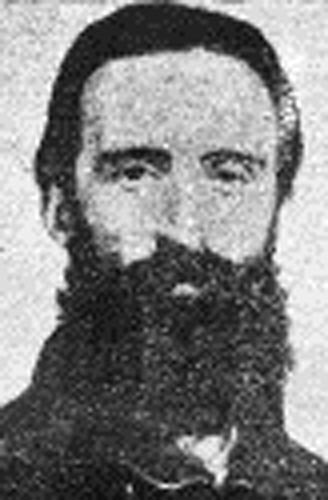
Giuseppe Fanelli

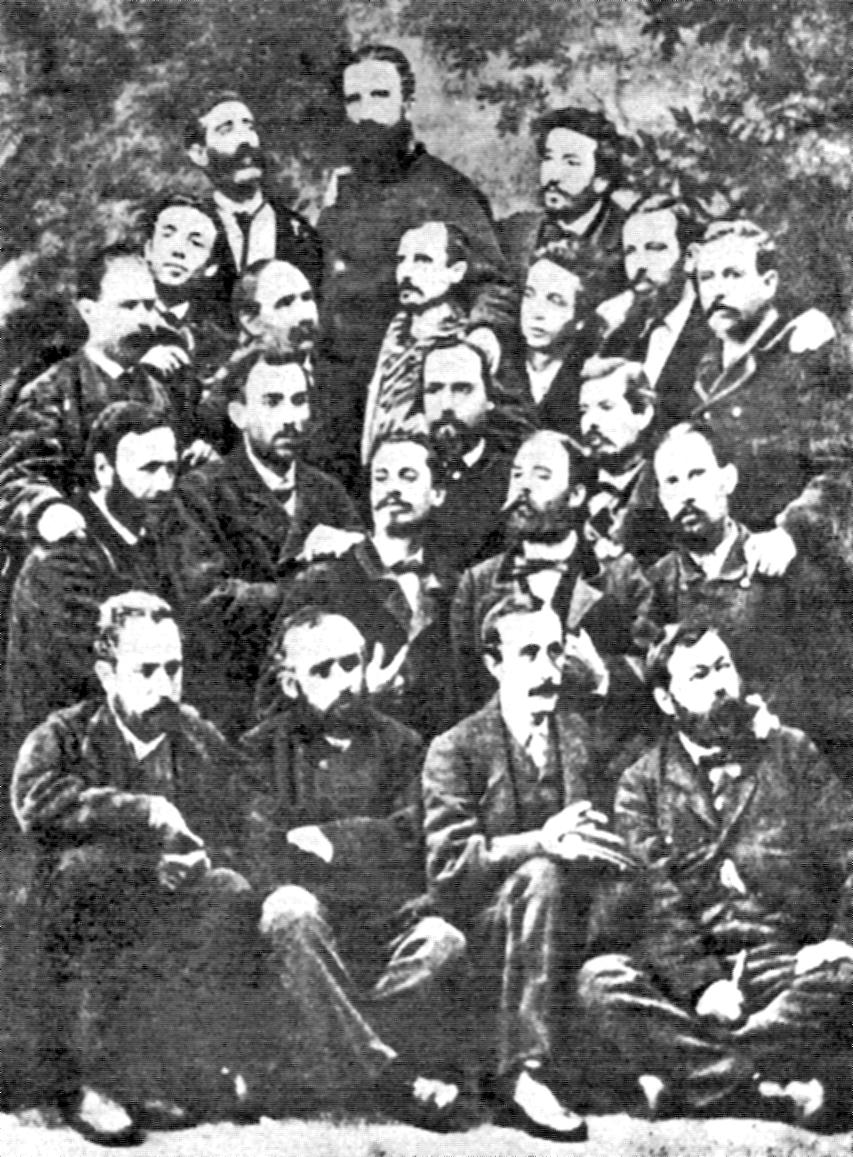
Fanelli bovenaan met anarchisten in Madrid (1868)

Giuseppe Fanelli (Napels, 13 oktober 1827 – Nocera Inferiore, 5 januari 1877) was een Italiaans anarchist, revolutionair en vrijmetselaar. Hij was parlementslid voor radicaal-links in het eengemaakte Italië van 1865 tot 1874.

## Levensloop
Fanelli groeide op in Apulië, als zoon van een jurist, Lelio Fanelli, en Marianna Ribera. In het revolutiejaar 1848 vocht hij in Milaan en een jaar later in Rome. In 1849 was er in de Kerkelijke Staat een revolutie uitgebroken met uitroeping van de Romeinse Republiek (1849) en het verjagen van paus Pius IX naar de Beide Siciliën. Toen de Romeinse opstand was neergeslagen, vluchtte Fanelli naar Malta, Corsica en Genua. Enkele jaren later dook hij op in Napels, zijn geboortestad, en hoofdstad van het koninkrijk der Beide Siciliën. Het Bourbonregime hield een strak bestuur aan met onderdrukking van elke revolutionaire activiteit. In het geheim stichtte Fanelli een revolutionair comité. Hij vocht in Sapri in 1857 doch moest de vlucht nemen naar Londen. Hij keerde terug naar Genua waar hij zich aansloot bij de Roodhemden van Giuseppe Garibaldi. Hij landde met de zogenaamde Duizend Revolutionairen in Sicilië (1860); hij promoveerde in het leger van Garibaldi tot kolonel. Hij versloeg de koningsgezinden die zich gegroepeerd hadden in de Abruzzi. Fanelli nam ontgoocheld ontslag uit het revolutionaire korps nadat koning Vittorio Emanuele II zich uitriep tot koning van heel Italië. 
Fanelli's anarchistische ideeën brachten hem in Polen in 1863. Hij vocht er mee tijdens de Januariopstand tegen de tsaar van Rusland. 
In 1864 was hij opnieuw in Napels waar hij gewapende arbeidersgroepen opricht. In 1865 werd hij verkozen voor radicaal-links als parlementslid in Rome. Hij zetelde als afgevaardigde. Tevens werd Fanelli lid van de Loge.
Als parlementair geraakte hij in contact met de Russische anarchist Michail Bakoenin, met wie hij de rest van zijn leven in contact bleef. De contacten met Bakoenin openden voor hem de ogen van een internationale radicaal-linkse revolutie. Tijdens een communistische vergadering in Bern, Zwitserland, in 1868 verlieten de Bakoeninisten boos de zaal. Bakoenin en zijn metgezellen zoals Fanelli moesten niets weten van een staatsgeleide economie: de afgescheurde anarchisten ijverden juist voor de afschaffing van elke staat. Bakoenin stuurde Fanelli naar Spanje om radicale arbeidersmilities op te richten. Fanelli organiseerde dit in Barcelona en Madrid (1868). In 1870 had Fanelli 40.000 volgers in 1873 60.000 volgers in zijn anarchistische milities. Ondanks dit ideologisch succes was Fanelli ontgoocheld omdat hij zonder geld zat. Het leven als militieleider in Spanje was te duur want Bakoenin stopte met betalingen. De Franse anarchist Elisée Reclus stopte hem geld toe doch dit viel Fanelli zwaar. Ook kreeg Fanelli tegenwind van de Socialistische Internationale die voet aan grond kreeg in Madrid.
In 1869 was Fanelli terug in Napels. Hij was actief in anarchistische middens. Tevens zocht hij opnieuw contact met Bakoenin. Fanelli werd topman van het Napolitaanse arbeiderssyndicaat. 
In 1872 troffen Bakoenin, Fanelli en andere anarchisten elkaar in Zwitserland. Ze stichtten er de Anti-Autoritaire Internationale. Het congres vond plaats in het stadhuis van Saint-Imier. De geheime politie van Napels zocht hem. Doch Fanelli kon deelnemen aan congressen van anarchisten in Rimini, Zürich en Palermo. Ze streden voor een internationale revolutie met afschaffing van elke overheid.
In 1876 stierf Bakoenin, die voor hem de leider der Europese anarchisten was. Fanelli ontwikkelde hierna ernstige psychische stoornissen en werd opgesloten in een psychiatrische instelling in Nocera Inferiore. De naam van de instelling was Mater Domini. Daar stierf hij eenzaam in 1877.

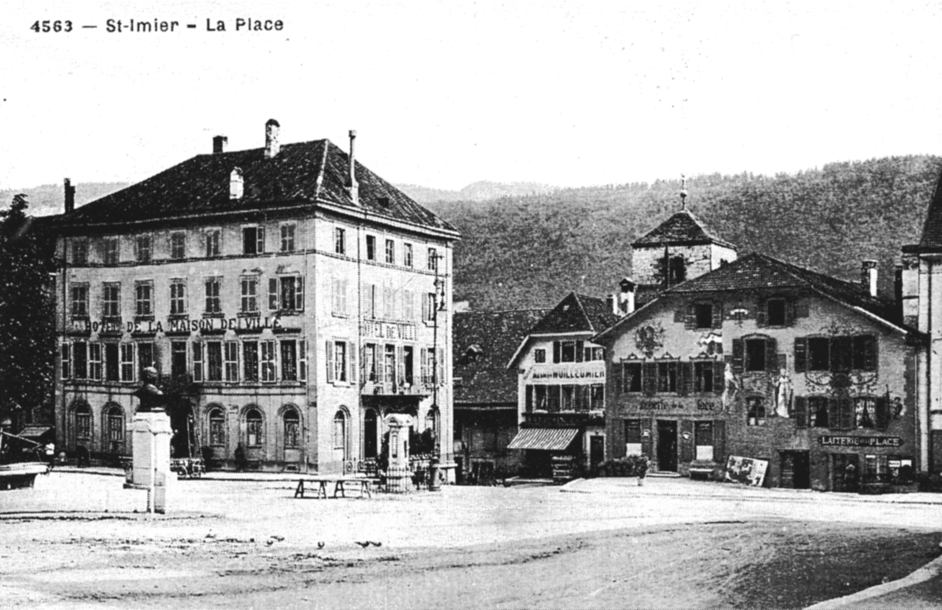
Stadhuis van Saint-Imier waar Europese anarchisten verzamelden (1872)